# LGV Cologne - Rhin/Main

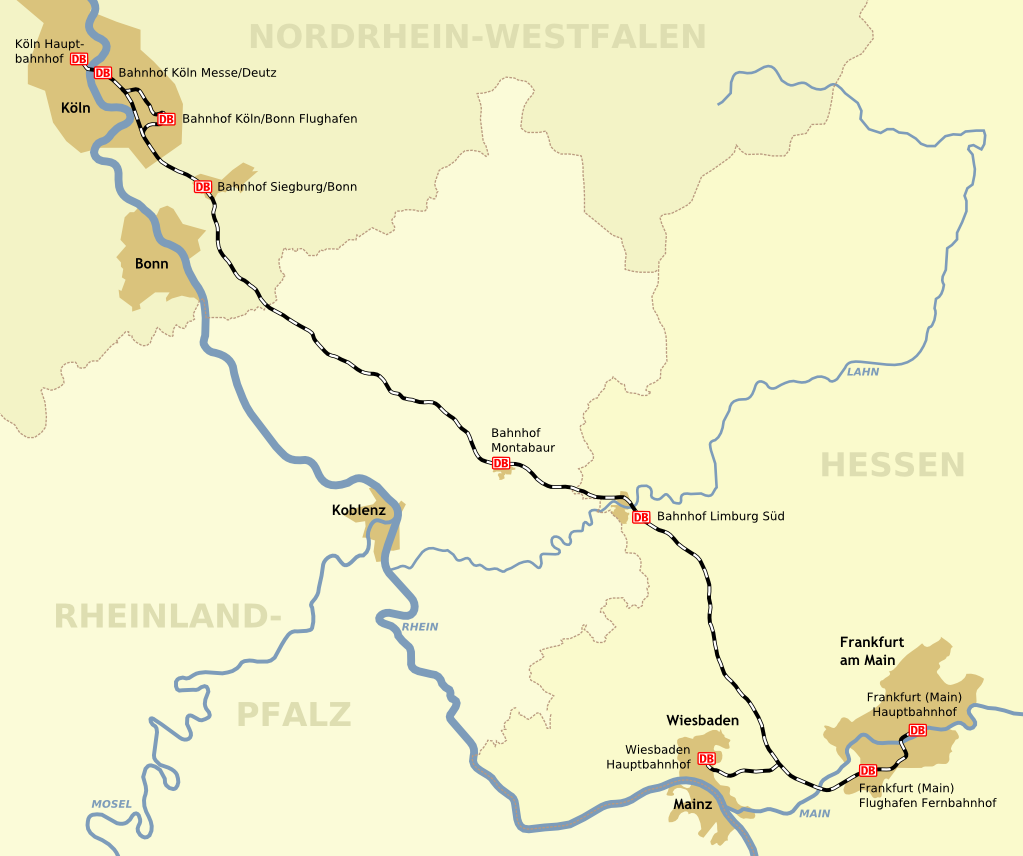
Carte de la ligne

La LGV Cologne - Rhin/Main est une ligne à grande vitesse d'une longueur totale de 177 km reliant les villes de Cologne et de Francfort-sur-le-Main, mise en service le 25 juillet 2002. Actuellement, il faut environ 70 minutes pour aller de Cologne à Francfort-sur-le-Main. Cette ligne a été construite entre 1995 et 2001 pour un coût total de 6 milliards d'euros selon la Deutsche Bahn.

## Historique
La Deutsche Bahn (DB) a commencé la planification d'un réseau de lignes à grande vitesse pour les trains de voyageurs et de fret dans les années 1960. Le plan directeur de 1973 comprenait une ligne à grande vitesse entre Cologne et Groß-Gerau (près de Francfort), ainsi qu'entre Hanovre et Würzburg et entre Mannheim et Stuttgart.
L'implantation d'une ligne pour trafic mixte se révélait très difficile que ce soit près du Rhin ou le long de l'autoroute A3. Dans le deuxième plan de transport fédéral de 1985, (4 ans après la première ligne à grande vitesse) la ligne est prévue pour le seul trafic de voyageurs, ce qui autorise un profil en long beaucoup plus accidenté.
La Deutsche Bahn a négocié avec les États de Rhénanie-Westphalie, de Rhénanie-Palatinat et de Hesse pour le tracé. Chaque État a des objections au contournement des villes, en particulier à Bonn, Andernach, Coblence, Mayence et Wiesbaden et quatre autres tracés ont été examinés. Aucun accord n'ayant été trouvé, le gouvernement fédéral a accepté le 20 décembre 1989, une recommandation du ministre des Transports d'adopter l'itinéraire suivant l'autoroute A3.
La Deutsche Bahn a ensuite consulté les États et les groupes communautaires sur les détails de l'itinéraire. En Rhénanie-Westphalie, il y a eu un vaste débat sur l'emplacement de la gare de desserte de la région de Bonn et sur la façon de servir l'aéroport de Cologne-Bonn. La Deutsche Bahn a décidé que la gare serait construite à Siegburg et qu'un embranchement devrait relier l'aéroport de Cologne-Bonn. En Rhénanie-Palatinat, la Deutsche Bahn a décidé qu'une gare serait construite au nord de Montabaur à seulement 21 km au nord de Limburg Süd, en partie pour desservir la région de Coblence via la A48, et via une ligne de chemin de fer local déroutée.
En Hesse, la Deutsche Bahn a décidé de construire la gare de Limbourg au sud de la ville pour des raisons de coût, même si cela interdit toute possibilité de correspondance avec la proche ligne de la vallée de la Lahn, qui aurait facilité une correspondance pour Coblence et Giessen. Les options pour les correspondances avec Wiesbaden ont été examinées en détail, y compris le trajet de la ligne à travers sa périphérie orientale. La Deutsche Bahn finit par accepter un embranchement pour Wiesbaden le long de la A66.  
Concernant l'agglomération de Francfort, pour éviter de passer par la gare du centre-ville qui est en impasse (ce qui impose un rebroussement), et pour desservir le plus important aéroport du pays, il a été décidé de construire une nouvelle gare (dénommée Frankfurt(M) Flughafen Fernbahnhof, littéralement Gare grandes lignes aéroport de Francfort) dédiée aux ICE, située sous l'aéroport et de l'autre côté de l’autoroute A3 par rapport à la première gare, qui reste utilisée pour le trafic régional et permet donc des correspondances vers le centre-ville.

## Planification
Bien que le tracé indiqué ci-dessus ait été adopté le 15 novembre 1993, en vertu de la loi sur le développement des chemins de fer fédéraux, le dernier obstacle juridique du projet n'a pas été levé avant septembre 1998.
L'itinéraire devait permettre aux trains d'abattre le trajet entre Cologne et Francfort en 58 minutes. Mais à l'ouverture de la ligne en 2002 et pendant les premières années, les trains les plus rapides parcouraient cette distance en 70 minutes en raison de l'inachèvement des travaux à la jonction avec le réseau classique à Cologne et à Francfort. Depuis 2011, il est possible de relier l'aéroport de Francfort et Cologne en 54 minutes.

## Construction
La construction de la ligne a commencé le 13 décembre 1995, mais le dernier conflit juridique sur le parcours n'a été réglé qu'en mai 1997. La construction du tunnel sur l'embranchement de l'aéroport de Cologne-Bonn a débuté en décembre 2000. La nouvelle aérogare de Francfort est entrée en service le 30 mai 1999. L'ouverture de la totalité du parcours, qui avait été prévue initialement pour 1999, a eu lieu, après des contestations judiciaires et de nombreux problèmes d'ordre géologique, à la fin de juillet 2002.  Les derniers rails dans le tunnel Schulwald ont été posés le 10 juillet 2001. Le 22 octobre 2001, le premier ICE 3 a  circulé sur une section de 37 km entre l'aéroport de Francfort et Idstein.
Jusqu'à 15 000 personnes ont été employées à la construction de cette ligne.

## Ouverture
L'ouverture symbolique de la ligne a eu lieu le 25 juillet 2002 avec un train spécial transportant environ 700 invités d'honneur. Le 1er août 2002, les premiers services voyageurs ont commencé. En décembre 2002, le service complet a commencé, mais les premiers mois ont vu de nombreuses interruptions de service en raison de défaillances techniques.
Le 13 juin 2004, l'embranchement de l'aéroport de Cologne-Bonn a été mis en service. Fin septembre 2004, la gare Siegburg/Bonn a été achevée.

## Caractéristiques
La ligne commence à Cologne dans l'arrondissement de Cologne Porz, où se connecte l'embranchement de l'aéroport de Cologne-Bonn qui a été construit en même temps que la ligne à grande vitesse (mais techniquement il n'en fait pas partie). 
Le tracé de la ligne à grande vitesse est en très grande partie jumelé avec l'autoroute A3. Elle a un profil en long très difficile, caractérisé par de très fortes rampes de 40‰, alors qu'elles n'atteignent "que" 35‰ dans la traversée du Morvan sur la LN1 en France), ce qui lui donne un aspect de "montagnes russes". Ce profil difficile interdit l'emploi de cette ligne par des trains de frets contrairement à l'usage allemand jusqu'alors (en France où les LGV sont réservées aux circulations à grande vitesse). Il a fallu aussi développer une nouvelle génération de rame ICE aptes à affronter ces fortes rampes (d'où la rupture technologique de la motorisation repartie des ICE 3). Les ICE 1 et 2 ne peuvent emprunter cette ligne car ils ne sont ni assez rapides ni assez puissants et manquent d’adhérence pour les fortes rampes. 

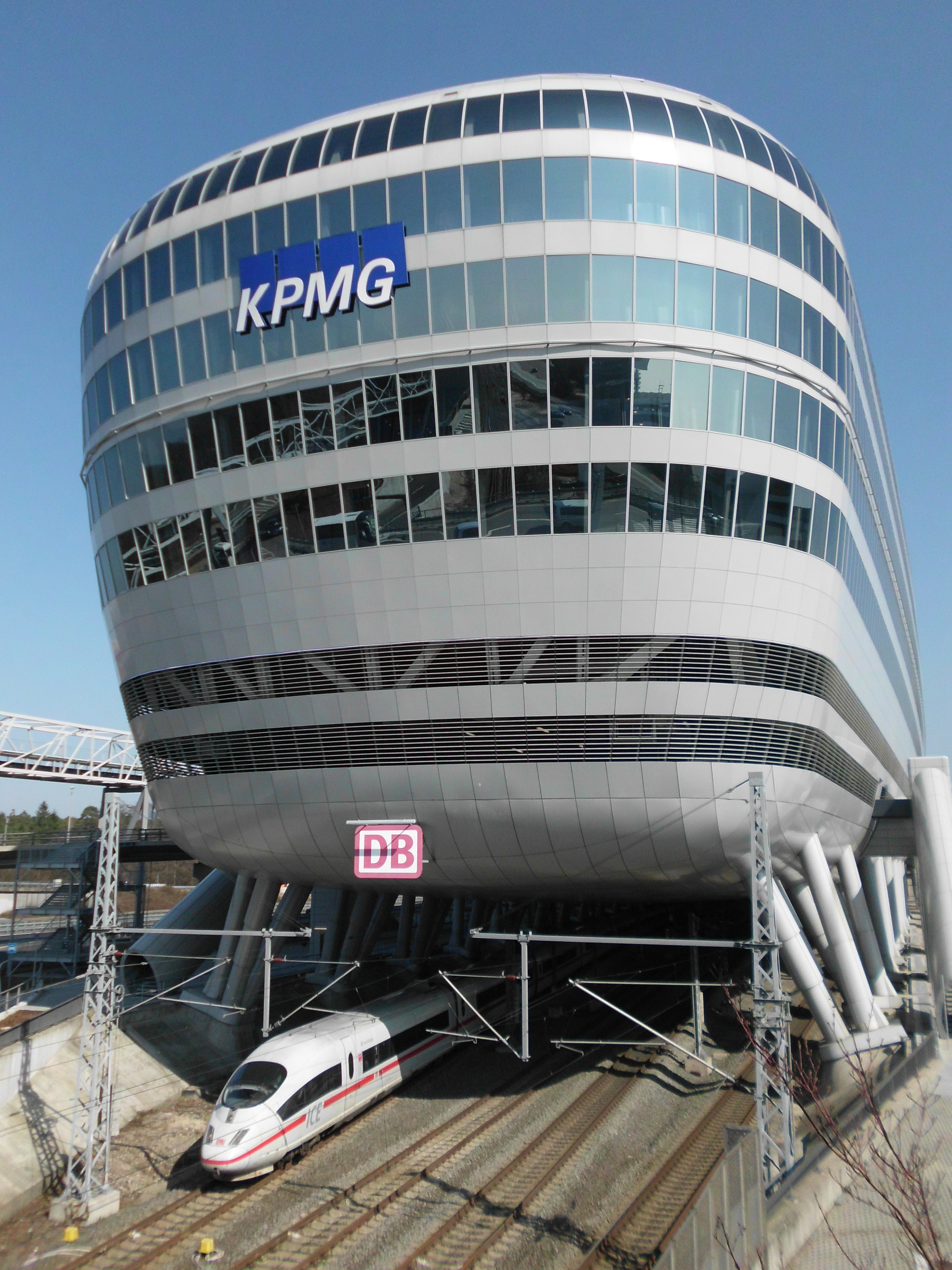
Gare de l'aéroport de Francfort-sur-le-Main sous The Squaire avec ICE 3

La ligne compte quatre gares, Siegburg / Bonn, Montabaur, Limburg Süd et l'aéroport de Francfort. La ligne est équipée pour des vitesses jusqu'à 300 km/h entre Siegburg et Francfort.   
Cette ligne a inauguré la nouvelle méthode des rails directement posés sur du béton. C'est une méthode plus coûteuse à la construction que la voie ballastée classique, mais la DB espère faire ainsi des économies sur la maintenance de la voie. (le ballast nécessite d'être régulièrement renouvelé.)

## Données techniques
- Vitesse maximale : 300 km/h
- Alimentation électrique : 15 kV 16,7 Hz
- Charge maximale à l'essieu : 17 t
- Déclivité maximale : 40 pour mille (4 %), ce qui est très élevé. En comparaison, la plus forte rampe sur le réseau LGV en France située sur la LN1 est à 35 pour mille.